# Ausaris gelidata
Ausaris gelidata är en fjärilsart som beskrevs av Walker 1862. Ausaris gelidata ingår i släktet Ausaris och familjen sikelvingar. Inga underarter finns listade i Catalogue of Life.